# Еміль Теодор Кохер
Еміль Теодор Кохер (нім. Emil Theodor Kocher, 25 серпня 1841, Берн — 27 липня 1917, Берн) — швейцарський хірург, лауреат Нобелівської премії з фізіології і медицини в 1909 році «за роботи в галузі фізіології, патології і хірургії щитоподібної залози».

## Біографія
Кохер народився в Берні, в сім'ї інженера Якова Олександра Кохера і Марії Кохер (Вермут), що належить до благополучного середнього класу. Мати Теодора була глибоко релігійною жінкою і під її впливом у Теодора на все життя зберігся інтерес до філософії і релігії.
У 1865 році з відзнакою закінчив медичну школу Бернського університету. Протягом п'яти років навчався хірургії у Відні, Парижі, Берліні і, нарешті, в Лондоні під керівництвом англійського хірурга сера Джозефа Лістера. У Відні вивчав хірургію в клініці Теодора Більрота. У 1872 році (Кохеру було 31 рік) він отримав посаду професора хірургії та директора хірургічної клініки Бернського університету. Тут Теодор Кохер зміг застосовувати антисептичні методи Джозефа Лістера і бездоганну операційну техніку Теодора Більрот. Справляв операції на органах грудної та черевної порожнини: ушивав пахові грижі, оперував хворих з травмами, переломами та вивихами, здійснював нейрохірургічні операції. Широко впровадив застосування шовкової нитки у зашиванні хірургічних ран.
У 1913 році оперував Н. К. Крупську.